# Куприна, Ксения Александровна
Ксе́ния Алекса́ндровна Куприна́ (8 [21] апреля 1908, Гатчина — 18 ноября 1981, Москва) — модель, актриса, писательница.

## Биография
Ксения Куприна, дочь писателя Александра Куприна и Елизаветы Гейнрих, родилась 21 апреля 1908 года в Гатчине. Ф. Ф. Фидлер записал в дневнике в 1912 году о своём визите в дом Куприных:
В комнату вошла Ксюша, дочь Куприна, и стала кричать на отца за то, что он не купил ей куклу (магазины в воскресенье были закрыты). Затем она демонстративно вышла. Дерзкое, с холодным эгоистическим взглядом, неприятное четырёхлетнее существо!
Летом 1919 года семья Куприных уехала в Финляндию, а затем в Париж.
Чтобы зарабатывать на жизнь, она в 16 лет становится моделью у известного кутюрье Поля Пуаре. В 1926 году она знакомится с кинорежиссёром Марселем Л’Эрбье и получает свою первую роль в фильме «Дьявол в сердце». После этого она активно снимается в кино (под именем Kissa Kouprine), вплоть до 1936 года, когда вышел последний фильм с её участием. Среди её французских друзей были Жан Маре, Антуан де Сент-Экзюпери, Эдит Пиаф, которая специально для неё напела пластинку.
Её имя, как актрисы кино, стало довольно известным. Она вспоминала в своей книге об отце, что он тогда всем рассказывал, как однажды шофёр такси, услышав имя Куприна, спросил:
— Вы не отец ли знаменитой Кисы Куприной?
Вернувшись домой, Александр Иванович возмущался:
— До чего я дожил! Стал всего лишь отцом «знаменитой» дочери…
После отъезда родителей в СССР её карьера закончилась: началась эпоха звукового кино, и французские кинокомпании перестали приглашать на работу актёров-эмигрантов. Хотя она и отказалась уезжать с отцом, белоэмигрантская пресса обвиняла её в том, что она «продала родителей большевикам», особенно усердствовала Зинаида Гиппиус. Оставшаяся без ролей, бывшая звезда играла немного в театре, а потом окончила курсы и устроилась работать костюмером. После войны подрабатывала переводчицей, часто сопровождала в поездках советских спортсменов и делегатов. Узнав о её неустроенной жизни, Союз писателей СССР пригласил её вернуться в Москву, пообещав помощь с работой и жильём.

## Возвращение  на Родину
В 1958 году она решает вернуться на Родину и приезжает в Москву. С собой она привезла чемодан с архивом отца, где были и неопубликованные произведения. По приезде в СССР долго жила в гостинице (никаких отчислений за публикуемые произведения её отца ей не делали), пока не получила от властей однокомнатную квартиру и пенсию, однако работы долго найти не могла. Наконец ей помогли устроиться на работу в Московский драматический театр имени А. С. Пушкина, где она получала только эпизодические роли (сама о себе говорила: «Я в массовке часто выхожу на сцену, но больших ролей у меня нет. Так что и смотреть нечего: я актриса без имени»).
По другим данным, ситуация была не такая мрачная: ей дали советское гражданство, квартиру на Фрунзенской набережной и место в театре. Предложили неплохие деньги за архив Куприна. В спектакле «Последние дни» ей был отведён длинный проход по авансцене и монолог на французском языке. В 1966 году снялась в советском фильме «У нас есть дети». На сцене Малого театра с успехом шла пьеса «Мамуре» французского драматурга Жана Сармана, переведённая К. А. Куприной.
Она написала книгу о своём отце — «Мой отец — Куприн» и принимала деятельное участие в организации музея Куприна на его родине — в с. Наровчат Пензенской области.

## Память
В СССР было снято два документальных фильма с участием К. А. Куприной: «Мне нельзя без России» (реж. А. Прошкин), посвящённый А. И. Куприну, и «Ксения Куприна рассказывает» (реж. Ю. Решетникова и О. Досик).
В конце жизни страдала раком мозга. Скончалась 18 ноября 1981 года в Москве, похоронена в Ленинграде рядом с отцом на Литераторских мостках Волковского кладбища.

На канале «Культура» была передача, посвящённая Ксении Куприной.
Ксении Куприной посвящена глава книги Павла Тихомирова «Дом актёра. Последние аплодисменты» (Ксения — любимая дочь Александра).

## Фильмография
| Год  |   | Название                                                  | Роль                     |
| ---- | - | --------------------------------------------------------- | ------------------------ |
| 1928 | ф | Дьявол в сердце / Le Diable au coeur                      | Таня                     |
| 1929 | ф | Жемчужина / La Perle                                      | похитительница           |
| 1930 | ф | Тайна жёлтой комнаты / Le Mystère de la chambre jaune     | Мари                     |
| 1931 | ф | Аромат дамы в чёрном / Le Parfum de la dame en noir       | Мари                     |
| 1931 | ф | Лоретта, или Красная печать / Laurette ou Le cachet rouge | Имя персонажа не указано |
| 1932 | ф | Парижские туманы / Brumes de Paris                        | Имя персонажа не указано |
| 1933 | ф | Малыш / Baby                                              | Сюзанна Бьенфе           |
| 1933 | ф | Последняя ночь / La Dernière nuit                         | Имя персонажа не указано |
| 1934 | ф | Убийца среди нас / L’assassin est parmi nous              | Имя персонажа не указано |
| 1934 | ф | Авантюрист / L’Aventurier                                 | мадам Немо               |
| 1935 | ф | Имперская дорога / La route impériale                     | Алия                     |
| 1936 | ф | Женский клуб / Club des femmes                            | Люсиль                   |
| 1966 | ф | У нас есть дети (СССР)                                    | библиотекарь             |

## Сочинения
- Kouprine K. Edith Piaf. — Paris.
- Куприна К. Куприн — мой отец. — 2-е изд., испр. и доп. — М.: Худ. лит., 1978.